# 에티오피아 비르
비르(birr)는 에티오피아의 통화이다. 1976년 이전에는, 달러 (Dollar)가 비르 (Birr)의 공식 영어 명칭이었지만 오늘날에는 공식 영어 명칭은 비르 (birr)로 원어와 같다.
1931년, 에티오피아의 황제는 국제 사회가, 적어도 1600년 이상 내부에서 쓰였던 "아비시니아"(Abyssinia)라는 이름 대신 "에티오피아"라는 이름을 사용하며 "아비시니아의 은행"이라는 이름 또한 "에티오피아의 은행"이라는 이름으로 사용할 것을 요청하였다. 그러므로 비록 전후에 같은 국가에서 같은 통화를 사용하지만 1931년 이전의 통화는 아비시니아 비르(Abyssinian birr)로 여기고 1931년 이후의 통화는 에티오피아 비르(birr)로 여길 수 있다.

## 비르의 역사
19세기 후반, 타이와 일본, 한반도에서는 근대화 열풍이 불었다. 이에 당시 아프리카 식민지(주로 영국령, 프랑스령, 포르투갈령, 독일령)들 역시 근대화가 진행되었다.
당시 라이베리아와 함께 독립국이었던 에티오피아 제국 역시 근대화 열풍이 불었던 시기였다. 그때 에티오피아에는 국가에서 정한 화폐가 없었다. 당시 황제였던 메넬리크 2세는 자국에서도 화폐 제도를 정하자고 하였다. 그리하여 1894년, 지금의 비르가 이 나라의 화폐로 정해졌다.
이 시기에 에티오피아 국립 은행이 생겨났다.
에리트레아의 경우는 1997년까지 이 나라의 화폐를 쓰다가 나중에 낙파로 바뀌었다.

## 비르의 종류

### 비르의 동전
- 1 산팀
- 5 산팀
- 10 산팀
- 25 산팀 (또는 "셈무니")
- 50 산팀

### 비르의 지폐
- 1 비르
- 5 비르
- 10 비르
- 25 비르
- 50 비르
- 100 비르

## 같이 보기
- 에티오피아의 경제